# Эштон (ЮАР)
Эштон, англ. Ashton — небольшой городок в Западно-Капской провинции ЮАР. Расположен в плодородной долине, широко известной своими винами и фруктами. Является столицей местного муниципалитета Лангеберх,
Город находится у подножия горного массива Лангеберх, в 10 км к юго-западу от Монтегю и в 19 км к востоко-юго-востоку от Робертсона. Первоначально возник в 1897 г. как посёлок при ферме Роодеваль и получил муниципальный статус в январе 1956 г. Назван в честь первого почтмейстера.
В городе присутствует начальная и средняя школы  
Недалеко от Эштона находиться город Монтагью